# Ulica Staromłyńska w Szczecinie
Ulica Staromłyńska w Szczecinie – ulica położona na obszarze szczecińskiego osiedla Stare Miasto, w dzielnicy Śródmieście. Ulica ma długość 314 m i przebiega z północy na południe, łącząc plac Żołnierza Polskiego z ulicą Grodzką. Na odcinku od ulicy Łaziebnej do ulicy Grodzkiej zabudowa ulicy stanowi zachodnią pierzeję placu Orła Białego. Staromłyńska to ulica brukowana, częściowo zamknięta dla ruchu samochodowego, zabudowana kamienicami i pałacami ujętymi w rejestrze zabytków oraz w gminnej ewidencji zabytków.

## Historia

### Do II wojny światowej

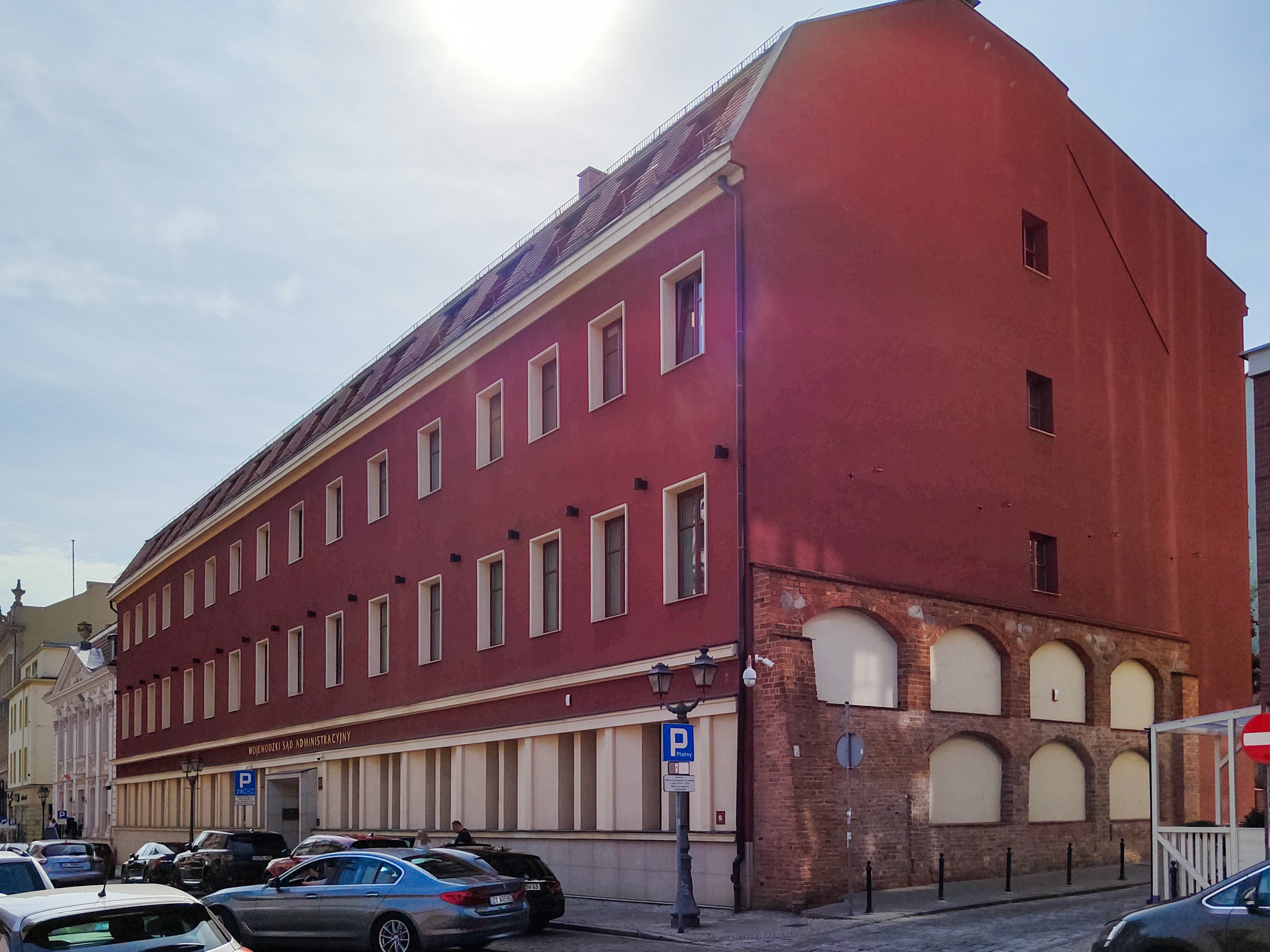
Dawny Hotel Preußenhof

Z 1268 r. pochodzi informacja o Bramie Młyńskiej. Pierwsza wzmianka o „ulicy Młyńskiej” wiodącej od tej bramy (platea molarum) pojawia się w 1305 r. Według Hugo Lemcke nazwa ulicy nawiązywała do młynów wodnych stojących nad Osówką, do których prowadziła droga spod Bramy Młyńskiej. Z kolei inny historyk, Hermann Hering, wywodzi nazwę ulicy od zlokalizowanego na posesji nr 9 młyna kieratowego.
W latach 1726–1727 na narożniku z Königsplatz wzniesiono Pałac Sejmu Stanów Pomorskich zgodnie z projektem Gerharda Corneliusa van Wallrawe. Nieco później, w latach 1778–1779 szczeciński kupiec Georg Velthusen zbudował pałac na rogu z Kleine Wollweberstraße. Tuż obok w 1784 r. otwarto hotel Preußenhof. W 1806 r. (lub w 1820 r.) ulicy nadano nazwę Luisenstraße na cześć pruskiej królowej Luizy.
6 maja 1879 r. przed pałacem Jońskim, o godzinie 12.00, Johannes Büsing – inżynier, koncesjobiorca tramwaju konnego w Szczecinie, Hermann Haken – nadburmistrz miasta i hrabia Robert Hue de Grais – prezydent policji, uroczyście rozpoczęli proces budowy pierwszej linii tramwaju konnego. Na tę okoliczność, uderzając młotem w śrubę mocującą szynę, nadburmistrz Haken wygłosił słowa:

Den Hammer drauf! Zur guten Reise, auf festem Geleise, Glück auf!

Niech młot uderzy! Na dobrą jazdę po mocnych torach, na szczęście!

W czasie bombardowań alianckich Szczecina w nocy z 5 na 6 stycznia 1944 r. zabudowa ulicy uległa częściowemu zniszczeniu. Kolejny nalot na ulicę miał miejsce w nocy z 20 na 21 kwietnia tego samego roku: spłonęły wówczas m.in. kamienice nr 8 i 9, hotel Preußenhof i pałac Velthusena. Większych zniszczeń uniknęła zachodnia pierzeja ulicy między Kleine Wollweberstraße a Mönchenstraße, przypisana numeracją do Roßmarkt.

### Po II wojnie światowej
W latach 50. XX wieku wyburzono część ocalałych ze zniszczeń kamienic. Gmach hotelu Preußenhof odbudowano w uproszczonej formie z przeznaczeniem na siedzibę Miastoprojektu. Remont niemal całkowicie zniszczonego pałacu Velthusena rozpoczęto w 1959 r., a zakończono w 1962 r. W jego wnętrzach umieszczono szkołę muzyczną, noszącą współcześnie nazwę Zespół Szkół Muzycznych im. Feliksa Nowowiejskiego. Po przeciwnej stronie ulicy, tuż za Pałacem Sejmu Stanów Pomorskich, wzniesiono parterowy budynek przychodni lekarskiej. Po 1987 r. na wolnej parceli położonej na narożniku z ulicą Koński Kierat wybudowano kamienicę według projektu Piotra Zaniewskiego. W 2023 r. planowane jest wyburzenie starego budynku przychodni. Na jego miejscu stanąć ma nowa kamienica, a sama przychodnia ma zostać przeniesiona na tyły posesji do nowego budynku.

## Nazwy
W swojej historii ulica nosiła następujące nazwy:
- Mühlentraße – od ok. 1305 r. do 1820 r.[6],
- Luisenstraße – od 1820 r. do 1945 r.[6],
- ul. Janisławy – od 1945 r. do 1956 r.[6],
- ul. Staromłyńska – od 1956 r.[6]

## Układ drogowy
Ulica łączy się z następującymi drogami publicznymi:
| Powiązanie                   | Droga                    | Fotografia |
| ---------------------------- | ------------------------ | ---------- |
| skrzyżowanie, początek ulicy | plac Żołnierza Polskiego |            |
| skrzyżowanie                 | ulica Łaziebna           |            |
| skrzyżowanie                 | ulica Koński Kierat      |            |
| skrzyżowanie, koniec ulicy   | ulica Grodzka            |            |

Ulica położona jest na działce ewidencyjnej o powierzchni 5998 m², a łączna długość drogi przypisanej do ulicy wynosi 1172 m.
| Droga                                                    | Długość | Działka | Powierzchnia | Fotografia |
| -------------------------------------------------------- | ------- | ------- | ------------ | ---------- |
| droga gminna od pl. Żołnierza Polskiego do ul. Grodzkiej | 314 m   | 32/5    | 5998 m²      |            |

## Transport publiczny
Od 22 sierpnia 1879 r. do 1897 r. ulicą jednokierunkowo kursowały tramwaje konne linii Frauendorf – Bellevue i Elysium – Cap Cherie. Począwszy od 26 października 1897 r. linie były obsługiwane tramwajami elektrycznymi. W 1905 r. liniom nadano numery odpowiednio 7 i 4. W 1912 r. linię nr 7 przekierowano na inną trasę, pozostawiając obsługę Luisenstraße wyłącznie linii nr 4. Kres komunikacji tramwajowej na Luisenstraße nastąpił w nocy z 20 na 21 kwietnia 1943 r., kiedy bombardowania alianckie zniszczyły Stare Miasto wraz z infrastrukturą tramwajową. Po zakończeniu II wojny światowej torowiska na dzisiejszej ulicy Staromłyńskiej już nie odbudowano. Według stanu z października 2022 r. najbliżej położonymi przystankami komunikacji miejskiej są „Plac Żołnierza Polskiego” i „Grodzka”.

## Zabudowa i zagospodarowanie
Północny odcinek ulicy, od placu Żołnierza Polskiego do skrzyżowań z ulicami Łaziebną i Koński Kierat, zabudowany jest obiektami pochodzącymi z różnych okresów historycznych. W pierzei zachodniej znajdują się zachowane budynki przedwojenne, uzupełnione po 1945 r. kilkupiętrowym blokiem i dodatkowo w początkach XXI w. postmodernistycznymi kamienicami. Z dawnej pierzei wschodniej do czasów współczesnych przetrwał tylko pałac Sejmu Stanów Pomorskich. Tuż za nim w czasach PRL wzniesiono parterowy budynek przychodni lekarskiej i kamienicę sięgającą narożnika z ulicą Koński Kierat.
Południowy odcinek ulicy przylega do placu Orła Białego. Pierzeję zachodnią wypełnia sześć budynków, w tym pięć przedwojennych (trzy kamienice, pałac Joński, pałac Pod Globusem) i jeden z lat 90. XX wieku (plomba); te budynki przypisane są numeracją do placu. Pierzeja wschodnia nie została odbudowana po zniszczeniach II wojny światowej – jej teren włączono w całości do obszaru placu Orła Białego.

## Ochrona i zabytki
Przy ulicy znajdują się następujące zabytki:

| Obiekt, położenie                                                                | Opis, forma ochrony                                | Fotografia       |
| strona zachodnia                                                                 | strona zachodnia                                   | strona zachodnia |
| -------------------------------------------------------------------------------- | -------------------------------------------------- | ---------------- |
| Pałac pod Głowami ulica Staromłyńska 1                                           | rejestr zabytków nr rej. 810 z 18 czerwca 1954 r.  |                  |
| Wojewódzki Sąd Administracyjny (dawny hotel Preußenhof) ulica Staromłyńska 10-12 | gminna ewidencja zabytków                          |                  |
| Pałac Klasycystyczny ulica Staromłyńska 13                                       | rejestr zabytków nr rej. 800 z 14 czerwca 1954 r.  |                  |
| Pałac „Pod Globusem” ulica Staromłyńska plac Orła Białego 2                      | rejestr zabytków nr rej. 820 z 17 kwietnia 1976 r. |                  |
| Pałac Joński ulica Staromłyńska plac Orła Białego 3                              | rejestr zabytków nr rej. 802 z 30 lipca 1955 r.    |                  |
| kamienica ulica Staromłyńska plac Orła Białego 5                                 | rejestr zabytków nr rej. 802 z 30 lipca 1955 r.    |                  |
| kamienica ulica Staromłyńska ulica Grodzka 9                                     | rejestr zabytków nr rej. 802 z 30 lipca 1955 r.    |                  |
| strona wschodnia                                                                 |                                                    |                  |
| Pałac Sejmu Stanów Pomorskich ulica Staromłyńska 27                              | rejestr zabytków nr rej. 799 z 14 czerwca 1954 r.  |                  |

## Baza TERYT
Dane Głównego Urzędu Statystycznego z bazy TERYT, spis ulic (ULIC):
- województwo: zachodniopomorskie (32)
- powiat: Szczecin (3262)
- gmina/dzielnica/delegatura: Szczecin (3262011) gmina miejska
- Miejscowość podstawowa: Szczecin (0977976) miasto
- kategoria/rodzaj: ulica
- Nazwa ulicy: ul. Staromłyńska (20958).